# 569 (číslo)
Pět set šedesát devět je přirozené číslo. Následuje po čísle pět set šedesát osm a předchází číslu pět set sedmdesát. Římskými číslicemi se zapisuje DLXIX a řeckými číslicemi φξθ.

## Matematika
569 je:
- Deficientní číslo
- Prvočíslo
- Nešťastné číslo

## Astronomie
- (569) Misa je planetka hlavního pásu, kterou objevil v roce 1905 Johann Palisa

## Roky
- 569
- 569 př. n. l.